# Andy Kaufman
Andy Kaufman (ur. 17 stycznia 1949 w Nowym Jorku, zm. 16 maja 1984 w Los Angeles, Stany Zjednoczone) – amerykański komik.
Andy Kaufman był jednym z najbardziej ekscentrycznych komików w USA. Po ukończeniu w 1967 Great Neck North High School uczęszczał do Boston's Grahm Junior College. Uznanie publiczności zdobył sobie występami w nocnych klubach w roli „cudzoziemca” parodiującego Elvisa Presleya. Prawdziwą popularność przyniósł mu jednak udział w serialu komediowym „Taxi”, w którym wcielał się w postać mechanika o imieniu Latka (dwie nominacje do Złotego Globu).
Triumfami również kończyły się jego telewizyjne występy w „Saturday Night Live”, które miały dwuznaczny przekaz – z jednej strony bawiły, a z drugiej pokazywały głupotę i fobie społeczeństwa amerykańskiego. Stracił nieco sympatii widzów, kiedy zaczął próbować swoich sił jako zapaśnik walczący na ringu z kobietami. Jego pierwszą przeciwniczką była Lynn Margulies, z którą związał się później do końca życia. Stoczył także „walkę” z mistrzem wrestlingu Jerry Lawlerem, która skończyła się awanturą w telewizyjnym talk-show Davida Lettermana. W rzeczywistości Andy i Jerry byli dobrymi przyjaciółmi. Wspaniale manipulował swoimi widzami. Jego najbardziej znane numery to Mighty Mouse (debiut w Saturday Night Live), „cudzoziemiec” parodiujący Elvisa Presleya, czytanie widzom na scenie Wielkiego Gatsby'ego F.S. Fitzgeralda w całości, występy w roli piosenkarza z Las Vegas Tony’ego Cliftona (Andy zawsze utrzymywał, że Tony to postać autentyczna).
W wieku 20 lat został ojcem nieślubnej córki, Marii Colonna, którą postanowił oddać do adopcji. Od roku 1992 Maria utrzymuje przyjazne stosunki z rodziną Andy’ego.
Zmarł w Los Angeles 16 maja 1984 roku na raka płuc w wieku 35 lat. Jego życiorys stał się podstawą scenariusza filmu Miloša Formana „Człowiek z księżyca”, w którym w rolę Andy’ego wcielił się Jim Carrey, a jego malutką siostrę zagrała wnuczka bohatera, Brittany Colonna. Amerykański zespół R.E.M. stworzył piosenkę pt. „Man on the Moon”, która ukazała się na albumie „Automatic for the People”. Traktuje ona o legendzie Andiego Kaufmana.

## Filmografia
- 1982:  Fantastic Miss Piggy Show, The jako Tony Clifton
- 1981: Serce robota (Heartbeeps) jako Val
- 1980: Trapista w Los Ageles (In God We Trust) jako Armageddon T Thunderbird
- 1980: Andy Kaufman Plays Carnegie Hall jako on sam / Tony Clifton
- 1979: Andy's Funhouse jako On sam/Latka Gravas/Tony Clifton
- 1978–1983: Taxi jako Latka Gravas/Vic Ferrari
- 1977: Stick Around jako Andy, robot
- 1976: God Told Me To jako oficer policji
- 1975: Van Dyke and Company

Scenariusz
- 1989: I'm From Hollywood
- 1980: Andy Kaufman Plays Carnegie Hall
- 1979: Andy's Funhouse

Kompozytor
- 1979: Andy's Funhouse